# Detlef Skalski
Detlef Skalski (* 4. Januar 1937 in Berlin) ist ein deutscher Diplom-Ingenieur, Bibliothekar und Hochschullehrer für Bibliothekswissenschaft.

## Leben und Wirken
Detlef Skalski studierte Hüttenwesen, vor allem Eisenhüttenkunde und legte die Prüfung als Diplom-Ingenieur 1963 ab. Im gleichen Jahr trat er als Bibliotheksreferendar an der Universitätsbibliothek der Technischen Universität Berlin in die Ausbildung für den höheren Bibliotheksdienst ein und absolvierte die Fachprüfung hierfür 1965 am Bibliothekar-Lehrinstitut des Landes Nordrhein-Westfalen. Von 1968 bis 1972 war er als wissenschaftlicher Bibliothekar an der Universitätsbibliothek der Technischen Universität Berlin tätig. Von 1972 bis 1994 lehrte er dann als Professor für Bibliothekswissenschaft an der Freien Universität Berlin. Seit 1994 hatte er eine Professur am Institut für Bibliothekswissenschaft der Humboldt-Universität inne. Seine Lehrtätigkeit konzentrierte sich dort auf die Gebiete Bibliothekslehre, Wissenschaftskunde und Fachbibliographie.
In seinen Veröffentlichungen beschäftigt sich Skalski insbesondere mit dem Einsatz der elektronischen Datenverarbeitung in Bibliotheken und bei der Ausbildung von Bibliothekaren sowie modernen Technologien im Bereich von Bibliotheken bzw. Informations- und Dokumentationseinrichtungen.

## Veröffentlichungen
- Zur äußeren Form und Struktur der Sachkataloge an den Bibliotheken der Technischen Hochschulen in der Bundesrepublik. Bibliothekar-Lehrinstitut des Landes Nordrhein-Westfalen, Köln 1965.

- (mit Frank Heidtmann u. Anneliese Roth): Wie finde ich Normen, Patente, Reports? (= Orientierungshilfen, Bd. 12). Berlin-Verlag, Berlin 1978, ISBN 3-87061-191-X (2. aktualisierte Auflage 1995, ISBN 3-87061-440-4).
- (mit Thomas Seeger u. Dietmar Strauch): DV-Komponenten im bibliothekarischen und dokumentarische Corriculum. Institut für Bibliothekarausbildung, Berlin 1979.
- (Hrsg.): Bibliothek, Information und Dokumentation als gegenwärtiger und zukünftiger Berufs- und Tätigkeitsbereich. Fachinformationszentrum Karlsruhe, Eggenstein-Leopoldshafen 1980.
- (mit Hella Braune): Bildschirmarbeitsplätze in Bibliotheken. Kurzgefaßte Einführung in arbeitsorganisatorische und ergonomische Aspekte und Probleme (= DBI-Materialien, Bd. 8). Deutsches Bibliotheksinstitut, Berlin 1981, ISBN 3-87068-808-4.
- (Red.): Glossar zur BID-Informatik. Ein Nachschlagewerk für die Aus- und Fortbildung im Bibliotheks-, Informations- und Dokumentationsbereich. Deutsches Bibliotheksinstitut, Berlin 1982, ISBN 3-87068-336-8.
- (mit Dietmar Strauch): Überlegungen zur Anwendungsmöglichkeit von Bildschirmtext (Btx) im wissenschaftlichen Bibliothekswesen. In: Jürgen Hering (Hrsg.): Etatkürzungen und Öffentlichkeitsarbeit. Bibliotheken im Umbruch? (= Zeitschrift für Bibliothekswesen und Bibliographie, Sonderhefte, Bd. 38). Klostermann, Frankfurt/M. 1983, S. 91–104, ISBN 3-465-01566-5.
- (mit Dieter Scharna): Online-Recherchen im Bibliographier- und Signierdienst wissenschaftlicher Bibliotheken. Darstellung von Methodik und Einsatzmöglichkeiten. Berlin-Verlag Spitz, Berlin 1985, ISBN 3-87061-304-1 (2. Aufl. 1986).
- (mit Ute Schäfer): Lokale, stand-alone Online-Benutzerkataloge (OPACs). In: ABI-Technik, Bd. 6 (1986), S. 251–266.
- Moderne Technologien in der Bibliotheksausbildung? In: Birgit Dankert (Hrsg.): Reden und Vorträge. 4. Deutscher Bibliothekskongress ; 78. Deutscher Bibliothekartag : in Berlin 1988 (= Zeitschrift für Bibliothekswesen und Bibliographie, Sonderhefte, Bd. 48). Klostermann, Frankfurt/M. 1988, S. 233–238, ISBN 3-465-01865-6.
- Die Institutionalisierung der Bibliothekswissenschaft, Bibliothekar-, Informations- und Dokumentarausbildung in Berlin. In: Hartwig Lohse (Hrsg.): Bibliotheken, Service für die Zukunft (= Zeitschrift für Bibliothekswesen und Bibliographie, Sonderhefte, Bd. 58). Klostermann, Frankfurt/M. 1994, S. 179–187, ISBN 3-465-02631-4.
- (Red.): Bibliotheken in Berlin und Brandenburg. Senatsverwaltung für kulturelle Angelegenheiten, Berlin 1995.
- (mit Andrea Rosenkranz): Bibliotheken in Berlin: Fachführer Kunst- und Kulturwissenschaft. Institut für Bibliothekswissenschaft der Humboldt-Universität, Berlin 1996.
- (mit Elke Durek): Bibliotheken in Berlin: Fachführer Wirtschaftswissenschaften. Institut für Bibliothekswissenschaft der Humboldt-Universität, Berlin 1996.
- (mit Georgij Nikolaevič Isaev u. Peter Lobig): Glossar zu "Online-Informationsressourcen und -mitteln" (= Berliner Handreichungen zur Bibliothekswissenschaft, Bd. 57). Berlin 1998.
- (mit Yevgeniy Pautz): Verzeichnis von seit 1990 aufgelösten Bibliotheken in Berlin und Brandenburg (= Berliner Handreichungen zur Bibliothekswissenschaft, Bd. 84). Institut für Bibliothekswissenschaft, Berlin 2000.
- (mit Marion Hecker u. Yevgeniy Pautz): Bibliotheken in Berlin und Brandenburg. Fachführer Parlaments- und Behördenbibliotheken. 3. aktualisierte Aufl. (= Berliner Handreichungen zur Bibliothekswissenschaft, Bd. 80). Institut für Bibliothekswissenschaft, Berlin 2002.
- Öffentliche Bibliotheken in Berlin: Profile und Nutzungsmöglichkeiten. Mit einem Anhang: seit 1990 aufgelöste Öffentliche Bibliotheken in Berlin (= Berliner Handreichungen zur Bibliothekswissenschaft, Bd. 114). Humboldt-Universität zu Berlin 2003.